# Agrochola convergens
Agrochola convergens är en fjärilsart som beskrevs av Edward P. Wiltshire 1946. Agrochola convergens ingår i släktet Agrochola och familjen nattflyn. Inga underarter finns listade i Catalogue of Life.